# The Ring Virus
The Ring Virus (링, Ring) ist eine Literaturverfilmung nach The Ring von Kōji Suzuki aus dem Jahr 1999.

## Handlung
Die Nichte der Journalistin Hong Sun-Joo starb auf eine unerklärliche Weise, deswegen beschließt sie, den Vorfall zu untersuchen. Dabei entdeckt sie ein Videoband mit seltsamen Bildern. In diesem Moment klingelt das Telefon und eine Stimme sagt ihr „Sieben Tage“. Sie macht eine Kopie des Videos und zeigt es ihrem Kollegen Dr. Choi Yeol, der ebenfalls die seltsame telefonische Nachricht erhält. Im Laufe der Tage entdeckt sie, dass das Video von einem Mädchen namens Eun-Suh gemacht wurde, die von ihrem Stiefbruder in einem Brunnen ertränkt worden war und deswegen versucht, sich zu rächen, indem sie Menschen tötet.

## Produktion und Veröffentlichung
Regie führte Kim Dong-Bin und die Drehbücher schrieben Kong Su-Chang und Kim Dong-Bin. Der Produzent war Jonathan Kim. Die Musik komponierte Il Won und für die Kameraführung war Hwang Chul-Hyun verantwortlich. Für den Schnitt verantwortlich war Kyung Min-Ho.
Der Film kam am 12. Juni 1999 in die südkoreanischen Kinos. In Deutschland wurde der Film am 24. April 2006 auf DVD veröffentlicht. Obwohl die Vorschau des Films eine FSK-16-Einstufung bekommen hatte, bekam der Hauptfilm eine FSK 12.

## Rezeption
- Lexikon des internationalen Films: „Südkoreanisches Remake des japanischen Erfolgsfilms ‚Ring‘ (1998), das die Vorlage beinahe identisch übernimmt.“'[3]